# Bankraub in Bukarest 1959
Bei einem Bankraub in Bukarest wurden am 28. Juli 1959 rund 1.680.000 Lei erbeutet. Nach intensiven Ermittlungen, Verhören unter Folter sowie Misshandlungen kam es zur Verhaftung von sechs Personen: Monica Sevianu, Igor Sevianu, Alexandru und Paul Ioanid, Sașa Mușat und Haralambie Obedeanu. Sie wurden beschuldigt, den spektakulärsten Bankraub verübt zu haben, den es jemals in einem kommunistischen Staat gegeben hat. Die Motive für die Tat konnten nie geklärt werden.
Der rumänische Geheimdienst Securitate ließ den Überfall noch im selben Jahr in dem Propagandafilm Reconstituirea (Rekonstruktion) von den Beteiligten selbst nachstellen. Die fünf Männer wurden zum Tode verurteilt und 1960 hingerichtet; Monica Sevianu verurteilte man zu lebenslanger Haft mit Zwangsarbeit. Im Jahr 1964 wurde sie im Zusammenhang mit einer Amnestie für politische Gefangene aus der Haft entlassen. Der Banküberfall und die Geschichte des Propagandafilms wiederum waren Thema weiterer Filme.

## Politischer Hintergrund

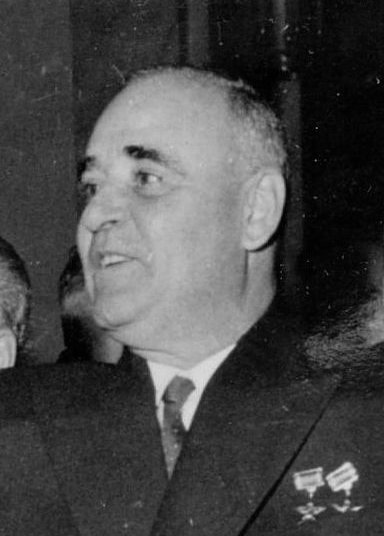
Gheorghe Gheorghiu-Dej (1961)

Ab 1947 war Gheorghe Gheorghiu-Dej als Generalsekretär der Rumänischen Kommunistischen Partei (PCR) der Machthaber in der Sozialistischen Republik Rumänien; in den folgenden Jahren hatte er zudem verschiedene Ministerposten inne. Mitte der 1950er Jahre galt er als einer der letzten Vertreter des Stalinismus in Europa, während er andererseits durch eine Politik des Nationalkommunismus die Emanzipation Rumäniens von der Sowjetunion betrieb, mit deren Entstalinisierung er nicht einverstanden war. Er ließ die Partei von Rivalen mit engen Verbindungen zur Sowjetunion „säubern“, darunter etwa die Außenministerin Ana Pauker im Jahre 1952. Auch Angehörige von Minderheiten wie etwa Magyaren oder Juden, die zum Teil hohe Funktionen innehatten, wurden aus dem Staatsapparat entfernt. Die Verfolgung unliebsamer Bürgerinnen und Bürger, insbesondere Intellektueller, eskalierte 1958, als die sowjetischen Truppen aus Rumänien abgezogen wurden; einerseits, um der Sowjetunion zu beweisen, dass die rumänische Regierung im eigenen Land selbst in der Lage sei, den politischen Kurs beizubehalten, andererseits, um den Hoffnungen der Bevölkerung auf eine Entstalinisierung oder Liberalisierung eine Absage zu erteilen.
Gheorghiu-Dej war maßgeblich für den Aufbau des rumänischen Geheimdienstes Securitate verantwortlich. Unter seinem Regime gab es rund 600.000 politische Gefangene; Berichte sprechen von zwei Millionen Menschen (knapp ein Zehntel der Gesamtbevölkerung), die von der stalinistischen Repression in Rumänien betroffen waren. Historiker gehen davon aus, dass rund 20 Prozent der Inhaftierten infolge der brutalen Umstände in den rund 120 Arbeitslagern und in den Gefängnissen ums Leben kamen.
Bis Ende des Jahres 1958 war jüdischen Rumänen die Auswanderung untersagt. Als das Verbot aufgehoben wurde, beantragten rund 100.000 Menschen die Ausreise nach Israel. Das Regime, das nicht mit solch hohen Zahlen gerechnet hatte, stoppte die Bearbeitung der Anträge und begann stattdessen, die Antragsteller zu verfolgen.

## Der Überfall
Am 28. Juli 1959 überfielen fünf bewaffnete Männer einen gepanzerten Geldtransporter der Rumänischen Nationalbank, der einzigen Bank des Landes. Der Wagen hatte die Geldbestände mehrerer Filialen eingesammelt und befand sich vor der Zweigstelle der Bank im Stadtteil Giulești. Die Fahrer des Transporters (einer von ihnen war der Vater des späteren Tennisstars Ilie Năstase, Gheorghe) überließen den Räubern, die in einem Taxi gekommen waren und Gewehre auf sie richteten, widerstandslos das Fahrzeug mitsamt Inhalt. Zunächst glaubten sie noch an einen Streich der Patriotischen Garden, deren Uniform einer der Männer trug. Die Beute betrug 1.680.000 Lei, was 1959 rund 2000 vom Staat festgelegten rumänischen Monatsgehältern entsprach. Später wurde im Stadtzentrum von Bukarest das Fluchtauto der Bankräuber aufgefunden, in dem die Täter rund 213.000 Lei zurückgelassen hatten.
Die Volksmiliz (Miliția Populară) nahm die Ermittlungen auf. Da die Polizei den Räubern nicht auf die Spur kam, mussten die Ermittlungen schließlich an den Geheimdienst Securitate übergeben werden. Dieser griff auf sein Netzwerk von Informantinnen und Informanten zurück. Insgesamt wurden Tausende Menschen verhört, unter anderem Mitarbeiter der Bank, auch mit Gewalt und Folter. Gheorghe Nastase etwa verbrachte vier Monate in Haft und wurde misshandelt; anschließend musste er eine Erklärung unterschreiben, dass er nicht geschlagen worden sei. Einen anderen Bankangestellten prügelten die Verhörer zu Tode. Es heißt, dass der damalige Vorsitzende des Staatsrats, Gheorghe Gheorghiu-Dej, angewiesen hatte, täglich über den Fortgang der Ermittlungen informiert zu werden.
Eine der Spuren soll zu den Eheleuten Monica und Igor „Gugu“ Sevianu geführt haben. Igor Sevianu (* 1920) galt als „desillusionierter Apparatschik“; er war ein ehemaliger Kampfpilot und Luftfahrtingenieur, der in den Nachkriegsjahren als Polizist und Angestellter des Innenministeriums gearbeitet hatte, 1957 aber entlassen worden war. Seine Frau Monica arbeitete als Lehrerin; zuvor war sie beim Rundfunk tätig gewesen. Sie hatte gemeinsam mit ihrem ersten Mann drei Jahre in Israel gelebt und war Zionistin, was das Misstrauen der Securitate erregt hatte.
Die Ermittler stießen auf vier weitere vermeintlich Verdächtige, in deren Besitz sich Waffen und hohe Geldsummen befunden haben sollen: Einer von ihnen war Alexandru „Lică“ Ioanid (eigentlich Leibovici), der bis März 1959 Chef der Kriminalpolizei gewesen war. Er war ein Schwager des rumänischen Innenministers Alexandru Drăghici, der bis zu Ioanids Entlassung auch dessen Vorgesetzter gewesen war. Ioanid ließ sich gerade von seiner Frau scheiden, was ihm Drăghici so übel genommen haben soll, dass er seinen Schwager bedrohte („ich werde dich vernichten“). Auch Ioanids jüngerer Bruder Paul (* 1923), ehemaliger Leiter der Luftfahrtabteilung der nationalen Militärakademie, geriet in den Fokus der Ermittler. Er hatte in Moskau studiert, dort promoviert und war durch Berichte in Presse und Rundfunk über die Starts der Sputniks in den Weltraum bekannt geworden. Als Vertreter Rumäniens hatte er am geheimen Weltraumprogramm der Sowjetunion teilgenommen, war bei seiner Rückkehr nach Rumänien vorübergehend verhaftet und im August 1959 ins Handelsministerium versetzt worden.

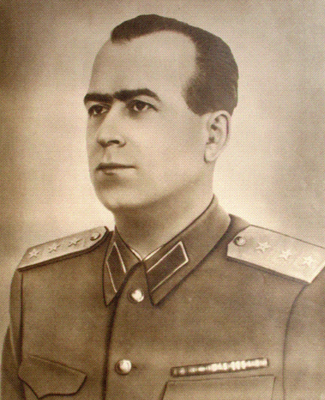
Alexandru Drăghici

Unter Verdacht geriet auch der ehemalige Geschichtsprofessor Sașa Mușat (* 1924 als Abrașa Glenzstein), Parteisekretär an der Universität Bukarest und enger Verwandter des hochrangigen Politikers Emil Bodnăraș. 1948 war Mușat als Spion nach Frankreich geschickt, aber enttarnt und ausgewiesen worden. Er wurde außerordentlicher Professor an der Fakultät für Geschichte der Universität Bukarest, aber 1958 mit der Begründung entlassen, er habe keinen Doktortitel. Ein Informant der Securitate berichtete von Äußerungen Mușats, dass er als langjähriger Marxist geglaubt habe, der Sozialismus würde die Probleme der Juden lösen, müsse aber jetzt erkennen, dass er sich geirrt habe. Einer Freundin gegenüber klagte er, er habe das Gefühl, in einem riesigen Gefängnis zu leben. Der sechste Verdächtige war Haralambie Obedeanu, Journalist und Dekan der Fakultät für Journalismus, der für die Parteizeitung Scînteia gearbeitet hatte. Auch er war kurz zuvor entlassen worden.
Die fünf verdächtigen Männer waren alle schon vor dem Königlichen Staatsstreich 1944 Mitglied der kommunistischen Partei, hatten sich bei der Etablierung des neuen Regimes engagiert und hochgestellte Funktionen innegehabt. Alle sechs Verdächtigen waren Ende 30, Juden und internationalistisch eingestellt, während die Parteiführung eine nationalkommunistische Linie vertrat. Die Vermutung liegt nahe, dass sie „Opfer einer der regelmäßigen internen Säuberungen“ innerhalb der Nomenklatura geworden waren. Weitere Säuberungen im Zusammenhang mit dem Banküberfall hatten eine Stärkung der Position von Minister Alexandru Drăghici zur Folge, der auch Chef der Securitate war.
Nach mehreren Verhören gestanden alle sechs – von den Behörden banda Ioanid (Ioanid-Bande) genannt – die Tat. Der Fall sollte im November 1959 unter Ausschluss der Öffentlichkeit vor Gericht verhandelt werden. Zuvor mussten sie den Überfall vor laufender Kamera nachstellen. Im Gegenzug versprach man ihnen Begnadigung. Auch die Gerichtsverhandlung wurde gefilmt und Teil des Propagandafilms mit dem Titel Reconstituirea. Der einstündige Film wurde von der Securitate produziert und anschließend ausgewählten Kadern vorgeführt, jedoch versuchten viele Rumänen, diesen Film heimlich zu schauen, da sie ihn für einen „Gangsterfilm“ hielten und solche Filme in Rumänien verboten waren.
Am 22. November 1959 wurden alle Angeklagten nach dreitägigem Gerichtsverfahren schuldig gesprochen, nicht allein wegen des Bankraubs, sondern vorrangig wegen „Verschwörung“ und „Terrorismus gegen den Staat“. Im Laufe der Gerichtsverhandlung soll den Angeklagten angesichts dieser Anschuldigungen klar geworden sein, dass das Versprechen der Behörden, dass sie begnadigt würden, eine Falle gewesen war. Die fünf Männer wurden zum Tode verurteilt und durch ein Erschießungskommando am 18. Februar 1960 im Gefängnis von Jilava (Penitenciarul București-Jilava) hingerichtet, nachdem ihre Berufungen abgelehnt worden waren. Weil Monica Sevianu Mutter von zwei Kindern war, wurde sie nicht zum Tode verurteilt, jedoch zu einer lebenslangen Freiheitsstrafe mit Zwangsarbeit. Sie kam 1964 frei, nachdem sie im Rahmen einer Generalamnestie für politische Gefangene begnadigt worden war. 1970 wanderte Sevianu nach Israel aus, wo sie sieben Jahre später starb.

## Reconstituirea
1960 wurde der Propagandafilm Reconstituirea unter der Regie von Virgil Calotescu herausgebracht. Die Angeklagten Monica und Igor Sevianu, Alexandru und Paul Ioanid sowie Sașa Mușat und Haralambie Obedeanu spielten in dem Film sich selbst, mussten allerdings nach den präzisen Angaben der Securitate agieren. Das Drehbuch hatte der zuständige Securitate-Offizier Gheorghe Enoiu (Beiname „der Schlächter des Inneren“) geschrieben, und auch er spielte in dem Film sich selbst. Die Dreharbeiten erfolgten unter strengsten Sicherheitsmaßnahmen, da man befürchtete, die Häftlinge würden versuchen zu fliehen. Ein Informant berichtete dem Geheimdienst, dass Sevianu ihm von den Dreharbeiten erzählt habe: „[...] du wirst mir nicht glauben. Sie haben einen Film über unseren Bankraub gedreht, begleitet von einer beispiellosen Zurschaustellung von Macht, nur Flugzeuge und Panzer haben gefehlt.“
„In der Logik der Securitate wurden diese gespielten Aussagen zu gültigen Aussagen“, so der Historiker Ciprian Cirniala: „Die Rekonstruktion gewann in dieser Auslegung eine geradezu perverse Dimension.“ Im Film wird behauptet, dass die sechs Mitglieder der „Bande“ ein luxuriöses Leben geführt hätten. Sie seien betrügerisch, korrupt, verkommen und „ehrlicher Arbeit“ aus dem Weg gegangen und wurden als „Saboteure des Regimes“ bezeichnet.

## Ungeklärte Fragen und Theorien
Bis heute ranken sich zahlreiche Theorien und Gerüchte um den Überfall der „Ioanid-Bande“. Alle sechs Angeklagten hatten bis einige Zeit vor dem Überfall wichtige berufliche Positionen inne, bis das Regime von Gheorghiu-Dej begann, Jüdinnen und Juden systematisch auszugrenzen und aus dem Staatsdienst zu entfernen. Gleichzeitig durften sie das Land nicht verlassen. Deshalb interpretierten viele Rumänen den Überfall als eine Art Rebellion gegen das Regime. Auch wurde spekuliert, dass der Überfall von den Behörden inszeniert worden sei, um die Öffentlichkeit und die jüdische Gemeinschaft mit den Gerichtsurteilen einzuschüchtern und die antisemitische Politik der Regierung zu rechtfertigen. Sollte er tatsächlich doch stattgefunden haben, seien die sechs Täter vom Geheimdienst dazu gezwungen worden. Es kursierten auch Gerüchte, der frühere Spion Sașa Mușat sei ein Agent Provocateur des Regimes und der Drahtzieher des Überfalls gewesen und nicht hingerichtet worden.
Monica Sevianu soll in Verhören als Grund für die Tat unter anderem Hass aller sechs auf den Politiker Leonte Răutu angegeben haben, der die Ausreise von Menschen „jüdischer Nationalität“ verhindere und Intellektuelle, insbesondere jüdische, „ungerecht“ behandele. Eine damalige Zellengenossin von Monica Sevianu berichtete, diese habe ihr gestanden, der Bankraub sei ihre Idee gewesen. Sie sei aus Israel zurückgekehrt, um mit Hilfe von zionistischen Institutionen den Juden in Rumänien zu helfen, aber es habe das Geld dafür gefehlt. Die Regierung habe sie um ihre Ideale betrogen. Das Geld sei dafür gedacht gewesen, Juden die Ausreise nach Israel zu finanzieren.
In einem kommunistischen Land mit einem effizienten Geheimdienst wie Rumänien war es allerdings praktisch unmöglich, unbemerkt größere Geldsummen auszugeben oder ein geheimes Netzwerk zur Unterstützung von Juden aufzubauen, worüber Personen, die selbst für den Staat gearbeitet hatten, informiert gewesen sein müssen. Auch war der rumänische Leu außerhalb des Landes nichts wert, weshalb es auch die Vermutung gab, dass die „Bande“ mit dem Geld Schmuck und andere Wertsachen erwerben wollte, die dann verkauft werden konnten. Im Film The Great Communist Bank Robbery lautet das Fazit: „Die Motive für den Bankraub entziehen sich jeglicher logischen Erklärung.“

## Rezeption
Neben der ursprünglichen Nachstellung Reconstituirea gibt es weitere filmische Interpretationen des Überfalls, so das ironische Drama Reconstruction von Lucian Pintilie aus dem Jahr 1968, das die Bukarester Kinos füllte, bis er 1969 in Rumänien verboten wurde. Anstelle der Bankräuber sind die Protagonisten Jugendliche, die betrunken in eine Schlägerei verwickelt waren: „Aus heutiger Sicht wirkt Die Rekonstruktion, mit seiner Darstellung von Erniedrigung, Gewalt und dem Missbrauch von Autorität, wie eine düstere Prophezeiung [...]. Der Film wurde sofort von der Zensur verboten, da er zum Widerstand gegen den Staat auffordere, und Regisseur Pintilie inoffiziell zum Staatsfeind erklärt.“
Im Jahr 2001 kam ein Dokumentarfilm der britisch-amerikanischen Filmschaffenden Irene Lusztig, einer Enkelin von Monika Sevianu, heraus, wiederum mit dem Titel Reconstituirea. Der Film dreht sich um die Geschichte der Familie Sevianu und wurde mit mehreren Preisen ausgezeichnet. 2005 erschien ein weiterer Dokumentarfilm, The Great Communist Bank Robbery (rumänischer Titel Marele Jaf Comunist) von Alexandru Solomon, der auf den Originalfilmen und -protokollen sowie Aussagen von Zeitzeugen beruht, darunter auch der damals zuständige Securitate-Offizier Gheorghe Enoiu, der schon 1960 in Reconstituirea eine „Hauptrolle“ gespielt hatte. Er war während seiner Tätigkeit für den Geheimdienst für seine Foltermethoden berüchtigt gewesen und beteuerte nun vor der Kamera, niemals jemanden misshandelt zu haben. Der rumänische Filmkritiker Alex Leo Șerban bezeichnete diesen Film als eine „historische Untersuchung mit filmischen Mitteln – eine Art Bild gegen Bild“.
Der rumänische Regisseur Nae Caranfil verarbeitete 2014 den Stoff in der aufwändig produzierten schwarzen Komödie Closer to the Moon, der teuersten rumänischen Produktion bis dahin, mit Vera Farmiga und Mark Strong in den Hauptrollen. Er erzählt die Geschichte des Überfalls fiktional, und die Namen der Protagonisten wurden geändert. Der Filmtitel spielt dabei auf einen sarkastisch-surrealistischen Vorschlag an, den der Bandenchef Max Rosenthal (alias Alexandru Ioanid) seinen Peinigern macht: Anstelle des Todes durch Erschießen solle man die Bandenmitglieder doch als erste Kosmonauten auf den Mond schießen, wo sie zwar dasselbe Schicksal wie die im Weltall verstorbene Hündin „Laika“ erleiden würden, aber immerhin vorher durch einschlägige Berichte von oben herab der Menschheit noch einen letzten Dienst erweisen könnten. Laut einer Aussage von Gheorghe Enoiu im Film The Great Communist Bank Robbery soll Alexandru Ioanid in einem Gespräch kurz vor seiner Hinrichtung tatsächlich einen solchen sarkastischen Vorschlag gemacht haben.
Auch die Hörspiel-Episode Rumänische Rhapsodie (2008) aus der Yevgeny-Marlov-Reihe des US-amerikanischen Autors David Zane Mairowitz drehte sich um den Bankraub. Der rumänische Schriftsteller Edgar Reichmann (der 1957 nach Paris emigriert war) schrieb 1962 den Roman Le dénonciateur über das abenteuerliche Leben seines Freundes Sașa Mușat.